# Pio Monte della Misericordia
Le Pio Monte della Misericordia est une église et un musée de Naples, en Italie, bâtiment monumental situé sur la Piazza Riario Sforza, le long du decumanus maximus.
D'abord institution caritative laïque, parmi les plus anciennes et les plus actives de la ville, il abrite en son sein une église du XVIIe siècle où est exposé le tableau du Caravage Les Sept Œuvres de miséricorde, parmi les peintures les plus importantes du Seicento italien, et d'autres peintures prestigieuses du même siècle de l'école napolitaine de peinture.
L'ensemble du bâtiment a été transformé en musée en 2005 ; au premier étage, certaines salles institutionnelles présentent des documents d'archives historiques fondamentaux dans la vie de l'institut et abritent également la Galerie de peintures de Pio Monte della Misericordia, l'une des collections privées les plus importantes d'Italie ouvertes au public.

## Histoire

### Fondation et statut des «Capitulations» (débutXVIIesiècle)
Le Pio Monte est créé pendant la période de la Contre-Réforme, par la volonté d'un groupe de sept jeunes nobles composé de Cesare Sersale, Giovan Andrea Gambacorta, Girolamo Lagni, Astorgio Agnese, Giovan Battista d'Alessandro, Giovan Vincenzo Piscicelli et Giovanni Battista Manso qui, à partir de 1601, se réunissent tous les vendredis à l'hôpital des Incurables pour mettre en œuvre à leurs frais un programme d'œuvres sociales visant à donner de la nourriture aux malades. Au fil du temps, les œuvres caritatives se multiplient au point d'accumuler un capital considérable dans le fonds caritatif à allouer aux plus démunis, qui s'élève à 6 328 ducats.
C'est ainsi qu'en 1602, est fondé le Pio Monte della Misericordia, un organisme institutionnel chargé désormais de mettre en commun les ressources et d'organiser des activités caritatives, qui consistent alors à aider les indigents, à assister les malades et à racheter les esclaves chrétiens des infidèles, à aider les prisonniers, à libérer ceux qui sont emprisonnés pour dettes et à fournir un hébergement aux pèlerins. Le statut du Pio Monte est rédigé en 1603, avec l'approbation d'abord du vice-roi Giovanni Alfonso Pimetel de Herrera en 1604, puis avec l'approbation du pape Paul V en 1605.
Le statut régit et réglemente les mécanismes de contrôle, de gestion des fonds et d'élection des gouverneurs de l'institution depuis plus de quatre cents ans. Il est composé de 33 articles constituant les soi-disant « Capitulations » et, dès le début, il est financé uniquement par des laïcs. La bonne gouvernance est garantie par la rotation semestrielle de sept gouverneurs impliqués dans les différentes œuvres, afin d'assurer la plus grande exactitude dans l'utilisation des fonds caritatifs. Les gouverneurs se réunissent deux fois par semaine dans la salle d'audience pour définir les tâches et la manière d'organiser les activités à réaliser. La salle se compose d'une table à sept côtés où sur chaque segment est incrustée la phrase « Fluent ad eum omnes gentes » et une œuvre de miséricorde à accomplir par le gouverneur qui est assis dans ce segment de la table. Selon un mécanisme de rotation semestrielle bien défini, il arrive que chacun des gouverneurs élus effectue une rotation de temps en temps pour finalement assumer l'ensemble des sept activités prévues : le premier élu se voit confier la tâche de visiter les malades, au bout de six mois, il passe à l'activité d'enterrer les morts, puis à visiter les prisonniers, à racheter les prisonniers, à aider les pauvres, à héberger les pèlerins et enfin, le dernier rôle dévolu, à gérer le fonds du capital du Pio Monte.
Les sept gouverneurs sont issus de la noblesse napolitaine et ont plus de 25 ans ; ils sont élus tous les trois ans et demi. Leur nomination  a lieu grâce à un mécanisme de vote impliquant un conseil composé d'environ quatre-vingts membres âgés de plus de 18 ans, toujours choisis selon des mécanismes particuliers établis par les « Capitulations ».

### Premier siège de Giovan Giacomo di Conforto (première moitié duXVIIesiècle)
Au début, l'institution siège dans une petite église construite entre 1607 et 1621 par Giovan Giacomo di Conforto, qui reçoit 25 ducats pour le projet. Les commandes de tous les tableaux qui décorent l'intérieur de l'église remontent également à cette période ; en effet, en 1607, 400 ducats sont payés au Caravage pour l'exécution des Sept Œuvres de Miséricorde,, tableau destiné au chœur et le premier par ordre chronologique de tout l'espace religieux.
L'œuvre du Caravage plait tellement aux gouverneurs du Pio Monte qu'en 1613, ils décident d'une première apostille qui oblige le tableau à demeurer dans la chapelle pour laquelle il a été conçu sans aucune possibilité de déplacement de ce lieu, même pendant les années suivantes, et interdit également son éventuel transfert ; par la suite, une seconde apostille établit également l'interdiction de reproduction et de copie du tableau.
Sept œuvres spécifiques sont commandées pour les sept autres autels latéraux, chacun représentant une œuvre miséricordieuse spécifique : Giovan Vincenzo da Forli réalise la peinture du Bon Samaritain entre 1607-1608, Giovanni Baglione la Déposition du Christ en 1608, Fabrizio Santafede Saint Pierre ressuscitant Tabitha daté de 1611 et le Christ dans la maison de Marthe et Marie en 1612 ; La Libération de saint Pierre est commandé en 1615 à Battistello Caracciolo en échange d'une redevance de 100 ducats et, enfin, Saint Paulin libérant l'esclave à Giovanni Bernardino Azzolini, réalisé de 1626 à 1630.
Bien qu'ayant conçu avec des idéologies laïques, Pio Monte a toujours établi depuis sa fondation une relation de « collaboration » avec la Compagnie de Jésus, à laquelle des fonds sont alloués à plusieurs reprises au fil du temps pour construire diverses structures gérées par celle-ci. Tout au long de la deuxième décennie du XVIIe siècle, malgré les coûts engagés pour la construction du siège napolitain, Pio Monte se montre particulièrement actif dans la réalisation des activités prévues, comme par exemple à Ischia, dans la région de Casamicciola, où sous la direction de Conforto, un hospice est construit pouvant accueillir jusqu'à 300 personnes indigentes par an.

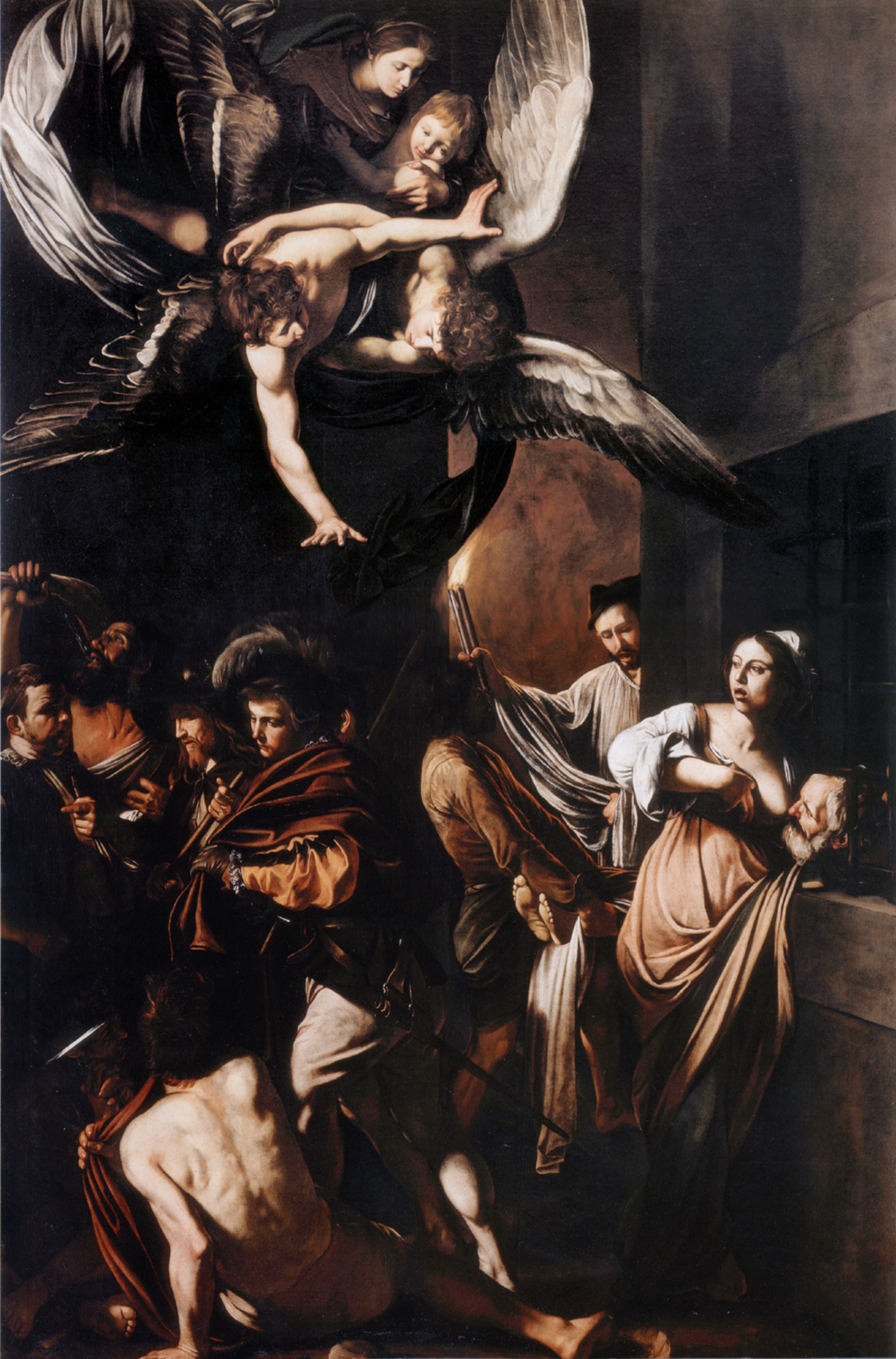
Le Carvage, Les Sept Œuvres de Miséricorde
Giovanni Bernardino Azzolini, Saint Paulin libérant l'esclave
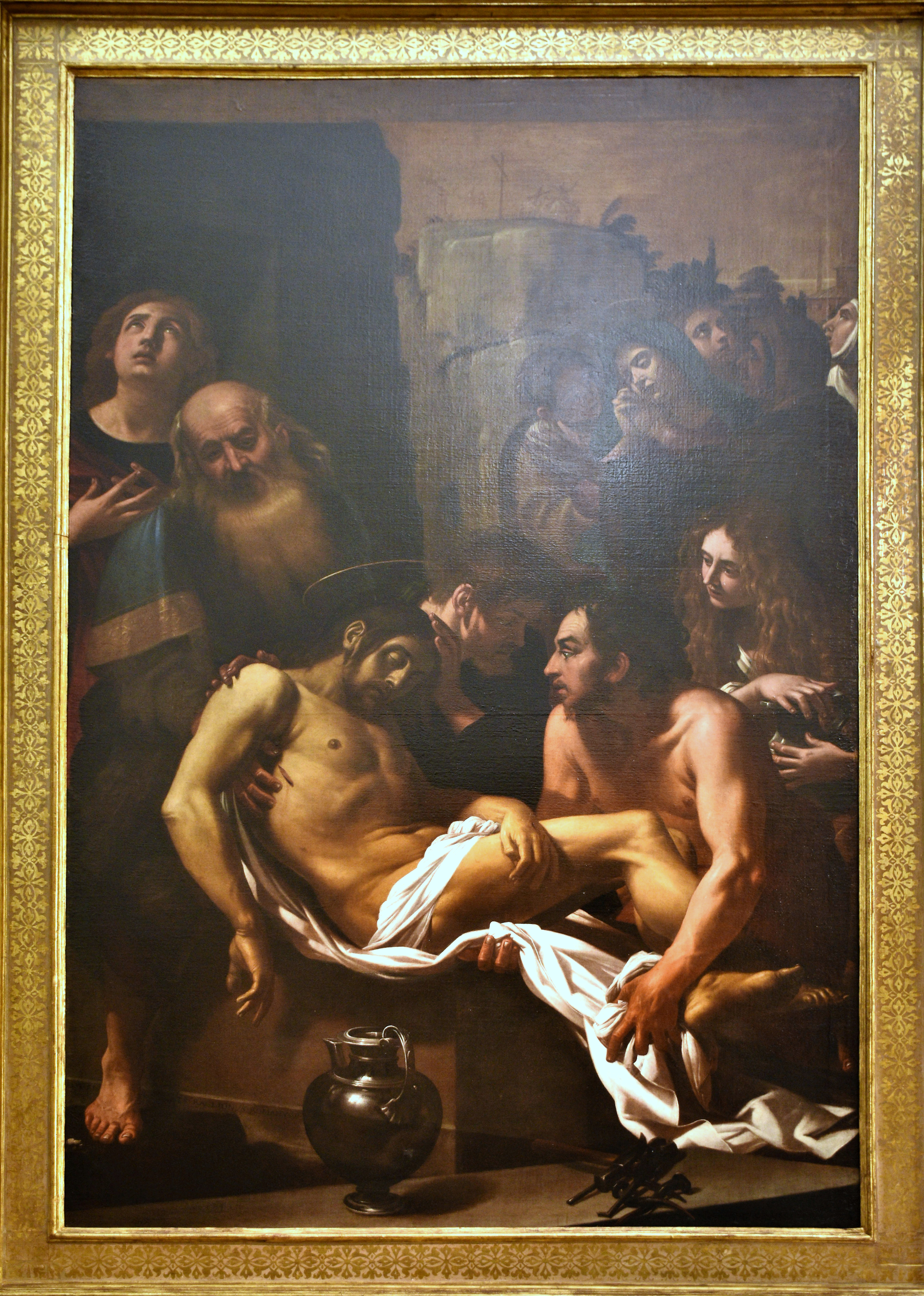
Giovanni Baglione, Déposition du Christ

### Nouveau siège de Francesco Picchiatti (seconde moitié duXVIIesiècle)

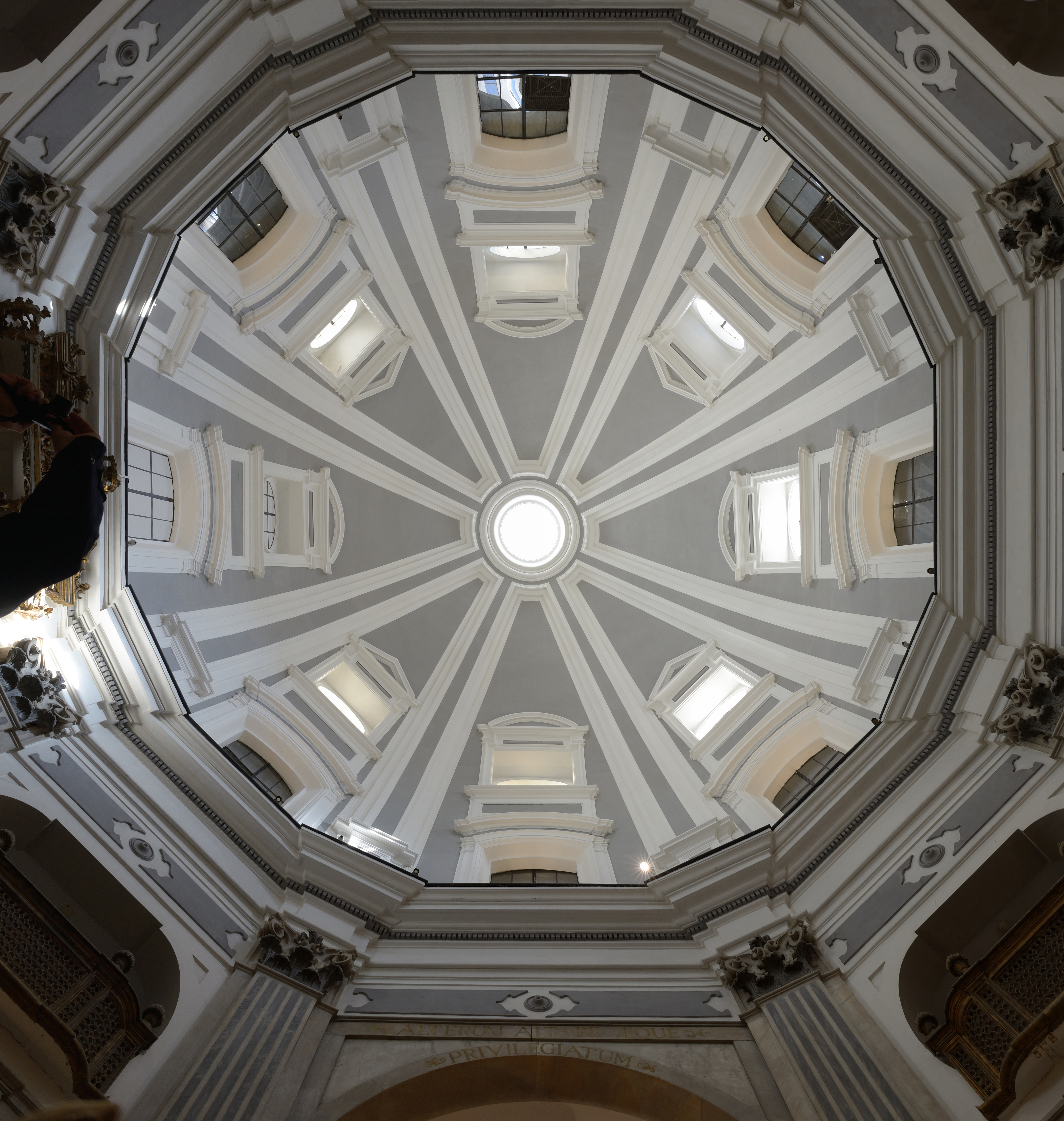
Coupole de l'église.

En 1653, l'église est démolie pour être entièrement reconstruite ; de 1658 à 1678, le complexe est réorganisé en un bâtiment plus grand, grâce également à l'achat d'une dizaine de bâtiments voisins, le précédent étant devenu insuffisant pour les besoins croissants de l'institution. Il ne subsiste aucune trace de la première église à partir de laquelle il serait possible de comprendre sa forme et son architecture, mais grâce au plan de la ville d'Alessandro Baratta datant du milieu du XVIIe siècle, il est évident qu'elle a une forme considérablement plus petite que celle actuelle, avec un toit sans coupole et un plan rectangulaire, peut-être avec trois chapelles de chaque côté dans lesquelles sont placées les peintures et le maître-autel où se trouve le tableau du Caravage,.
Le nouveau projet de construction est confié après un premier refus de Cosimo Fanzago, qui prétexte des travaux déjà acceptés précédemment, à l'architecte Francesco Antonio Picchiatti, qui perçoit une rémunération de 30 ducats pour la réalisation du dessin préparatoire plus 80 autres par an pendant toute la période de construction,. Avec Picchiatti, le bâtiment de Pio Monte et l'église attenante prennent l'aspect qu'ils ont encore aujourd'hui.

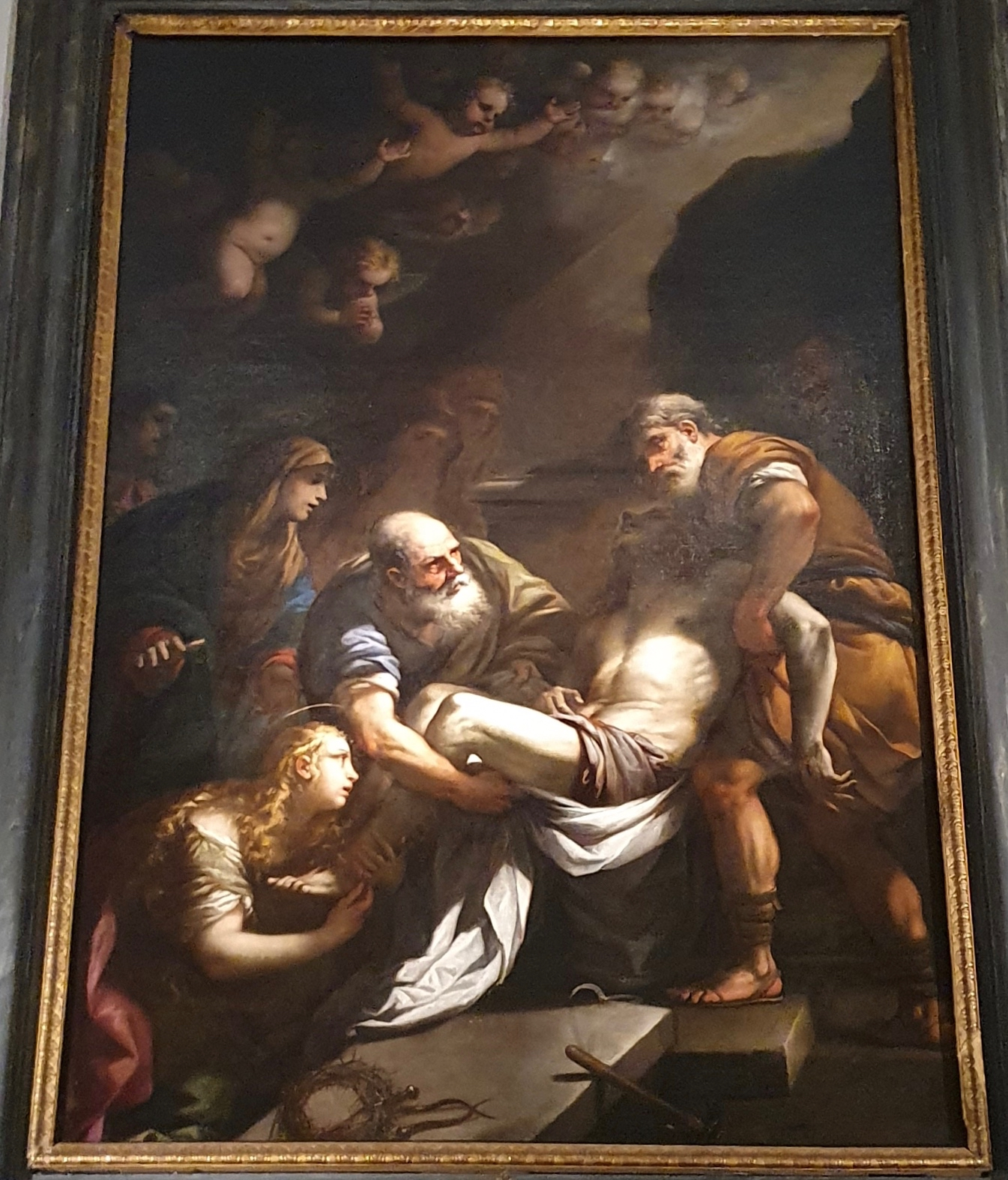
Luca Giordano, Déposition du Christ.

Entre-temps, en 1666, les travaux de la grande coupole de l'église sont achevés, tandis que la même année les sculptures du portique extérieur sont commandées à Andrea Falcone, initialement commandées au Bernin, qui refuse  en raison d'autres engagements pris antérieurement, et qui plus tard, sont confiées à Falcone qui aurait dû créer les statues sous la direction de Fanzago et qu'il achève probablement en toute autonomie car Fanzago n'apparaît dans aucun document attestant de son travail dans le cadre du chantier. En outre, entre 1668 et 1671, Falcone achève les deux bénitiers de l'église conçus par Picchiatti, ainsi que les balustrades, autels en marbre et autres éléments décoratifs des chapelles intérieures, travaux qu'il réalise avec l'aide de Pietro Pelliccia.
La Déposition du Christ remonte également à 1671, commandée moyennant 200 ducats à Luca Giordano dans le but de remplacer celle de Baglione dans la chapelle, payée 120 ducats, puis déplacée à l'intérieur des salles du palais Pio Monte constituant la Galerie des peintures. En 1674, Falcone reçoit finalement la commande de placer quatre autres sculptures à l'intérieur de la salle paroissiale, dont un Saint Joachim, un Saint Joseph et deux Prophètes ; cependant, en raison de son décès, il ne parvient à achever que la statue du prophète David en 1675, qui est ensuite placée sur l'escalier monumental menant aux pièces du premier étage du complexe.
Entre 1678 et 1680, Bonaventura Presti, élève de Picchiatti, est documenté à l'intérieur du chantier pour compléter les pièces du troisième étage.

### DuXVIIIesiècleà nos jours

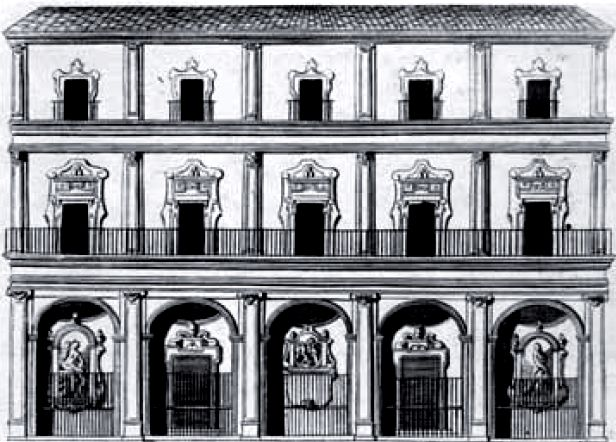
Façade du palais telle qu'elle apparaît dans une gravure de 1718 dans Facciate delli palazzi più cospicui di Napoli de P. Petrini.

Au début du XVIIIe siècle et jusqu'en 1720, le bâtiment est affecté par des travaux de restauration dirigés par Giovanni Battista Manni ; d'autres travaux ont ensuite lieu en 1763.
En 1782, Francesco de Mura fait don à l'institution de 180 tableaux qu'il a exécutés, destinés, selon ses souhaits, à être vendus aux enchères pour aider le Pio Monte à réaliser ses œuvres sociales. 33 des toiles sont restées en place.
À partir de 1914, Pio Monte établit une interdiction absolue de vendre ses œuvres d'art. En 1973, à la demande du surintendant de l'institution de l'époque, Tommaso Leonetti, comte de Santo Janni, la Pinacothèque est créée.
En 2005, le complexe est transformé en musée, avec un circuit qui comprend à la fois l'église et les salles du premier étage du bâtiment, organisées pour l'exposition de certains documents d'archives et de la collection picturale de la fondation.
Aujourd'hui encore, Pio Monte della Misericordia assure son œuvre caritative auprès d'institutions locales ; l'église est toujours consacrée.

## Plan du complexe de Pio Monte
| 1. Allégoria, Andrea Falcone (1666) ; 2. Entrée de l'église ; 3. Vierge de la Miséricorde, Andrea Falcone (1666) ; 4. ingresso al complesso del Pio Monte ; 5. Allégorie, Andrea Falcone (1666) ; 6. Le Christ et la femme adultère, Luca Giordano (v. 1660) ; 7. La Libération de saint Pierre, Battistello Caracciolo (1615) ; 8. Déposition du Christ, Luca Giordano (1671) ; 9. Saint pierre ressuscite Tabitha, Fabrizio Santafede (1611); 10. Les Sept Œuvres de Miséricorde, Le Caravage (1607); Sainte Anne, Giacomo De Castro (v. 1665, mur parallèle); Vierge de pureté, Andrea Malinconico (v. 1670, mur parallèle) ; 11. Bon samaritain, Giovanni Vincenzo da Forlì (1607-08) ; 12. Le Christ dans la maison de Marthe et Marie, Fabrizio Santafede (1612) ; 13. Saint Paul libère l'esclave, Giovanni Bernardo Azzolino (1626-30) ; 14. Escalier vers l'étage supérieur du complexe ; 15. Roi David, Andrea Falcone (1674-75) ; 16. Cour intérieure. | Plan |

## Église de Pio Monte

### Extérieur

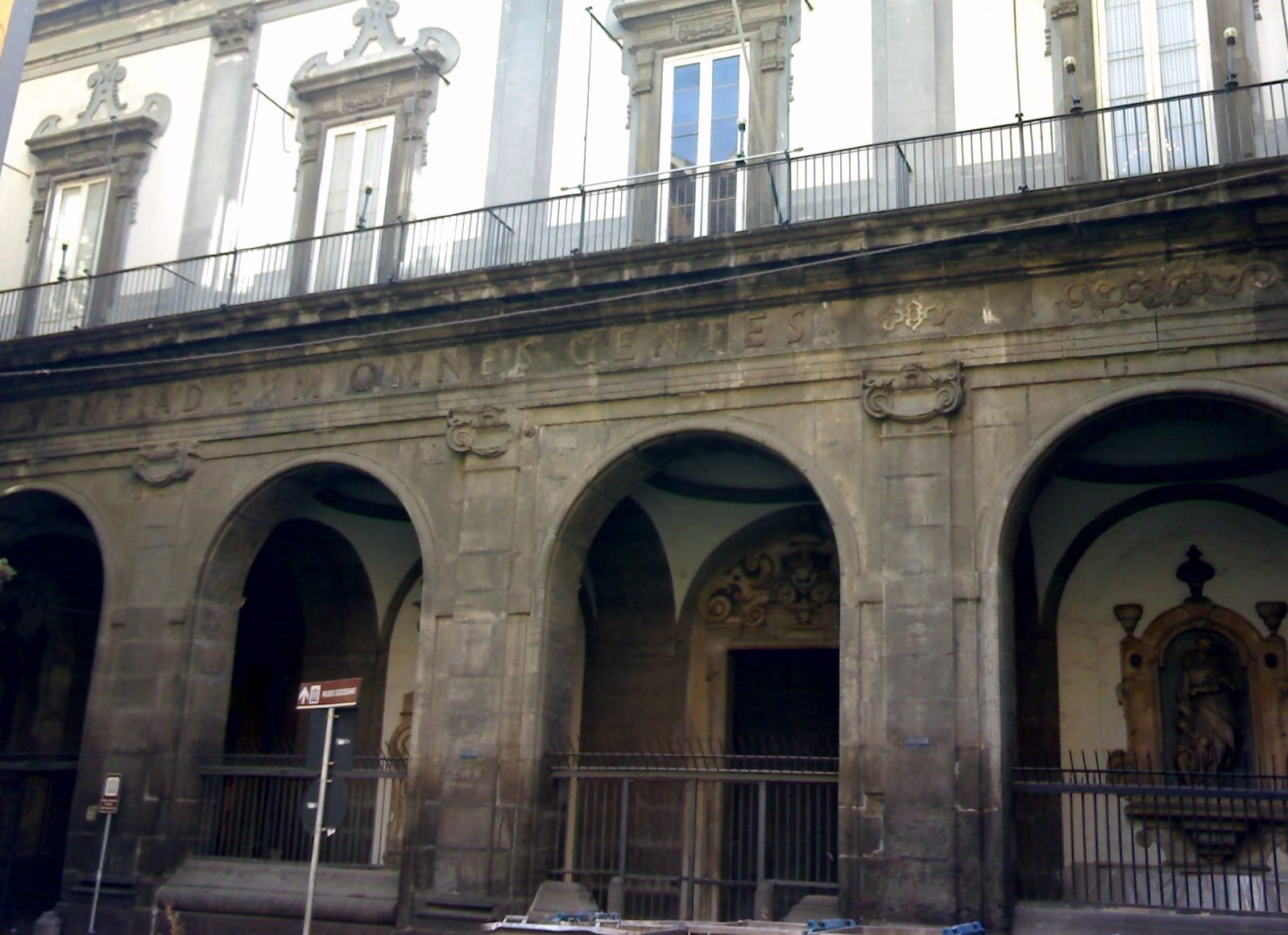
Façade de Pio Monte della Misericordia, le portail de l'église se situe sous le portique en piperno.

Le bâtiment du Pio Monte se trouve à quelques mètres de l'escalier qui mène à la nef droite de la cathédrale Notre-Dame-de-l'Assomption de Naples, devant la chapelle royale du Trésor de San Gennaro et l'obélisque de saint Janvier.
L'église est incorporée à l'intérieur du bâtiment et n'a donc pas de façade. L'entrée se fait par un portail situé à l'intérieur du portique en piperno à cinq arcs qui caractérise la partie inférieure de la façade principale du bâtiment. Cette dernière est longue de 33 mètres et est divisée en trois niveaux, où au rez-de-chaussée se trouve le portique à piliers d'ordre ionique, œuvre de Salomone Rapi. Au premier étage, destiné aux bureaux et caractérisé par la frise sur la façade portant le verset du livre d'Isaïe « Fluent ad eum omnes gentes » qui devint la devise de Pio Monte, les piliers sont d'ordre corinthien et dans celui supérieur, destiné aux fonctionnaires de l'institution, les chapiteaux sont d'ordre composite.
Le mur à l'intérieur du portique est décoré d'un ensemble sculptural représentant au centre la Vierge de la Miséricorde (correspondant au troisième arc) sous lequel se trouve une plaque de marbre sur laquelle est inscrit le vers « Civis | concivivm miseriæ crevere à montem | patriciorum pietas | vt prosterneret misericordiæ montem ecitavit | année M D C I. | deipara protegente piorvm mvnificentia mirifice crevit | egestates mvlta hic opportunna habent avxilia | et idée hvnc ampliorem locvm mseris | primatvm coetvs erexit | année MDCLXXI » (« Citadin ! /Les misères des concitoyens ont grandi jusqu’à devenir un mont/pour abattre la piété des nobles/a érigé une montagne de la miséricorde/en l’an 1601/sous la protection de la mère de Dieu la générosité des pieux s’est accrue admirablement/ici les besoins reçoivent beaucoup utiles subventions/et donc la classe sociale a érigé ce bâtiment plus grand pour les pauvres/en 1671 »). Sur les côtés du portique (sous les première et cinquième arches) se trouvent deux figures allégoriques dans deux niches contre le mur, qui figurent les œuvres de miséricorde corporelles. Les trois statues ont été créées par Andrea Falcone, fils du plus célèbre Aniello Falcone, peut-être sur la base d'un dessin de Cosimo Fanzago.
L'entrée de l'église s'inscrit dans l'alignement du deuxième arc (de droite à gauche) de l'édifice, tandis que le portail du quatrième arc s'ouvre vers un atrium qui mène à la cour intérieure de l'édifice, au centre de laquelle se trouve un puits en piperno du XVIIe siècle, entouré par les bâtiments destinés au siège de l'institution. Enfin, la statue du Roi David d'Andrea Falcone se trouve sur l'escalier menant au premier étage.

### Intérieur

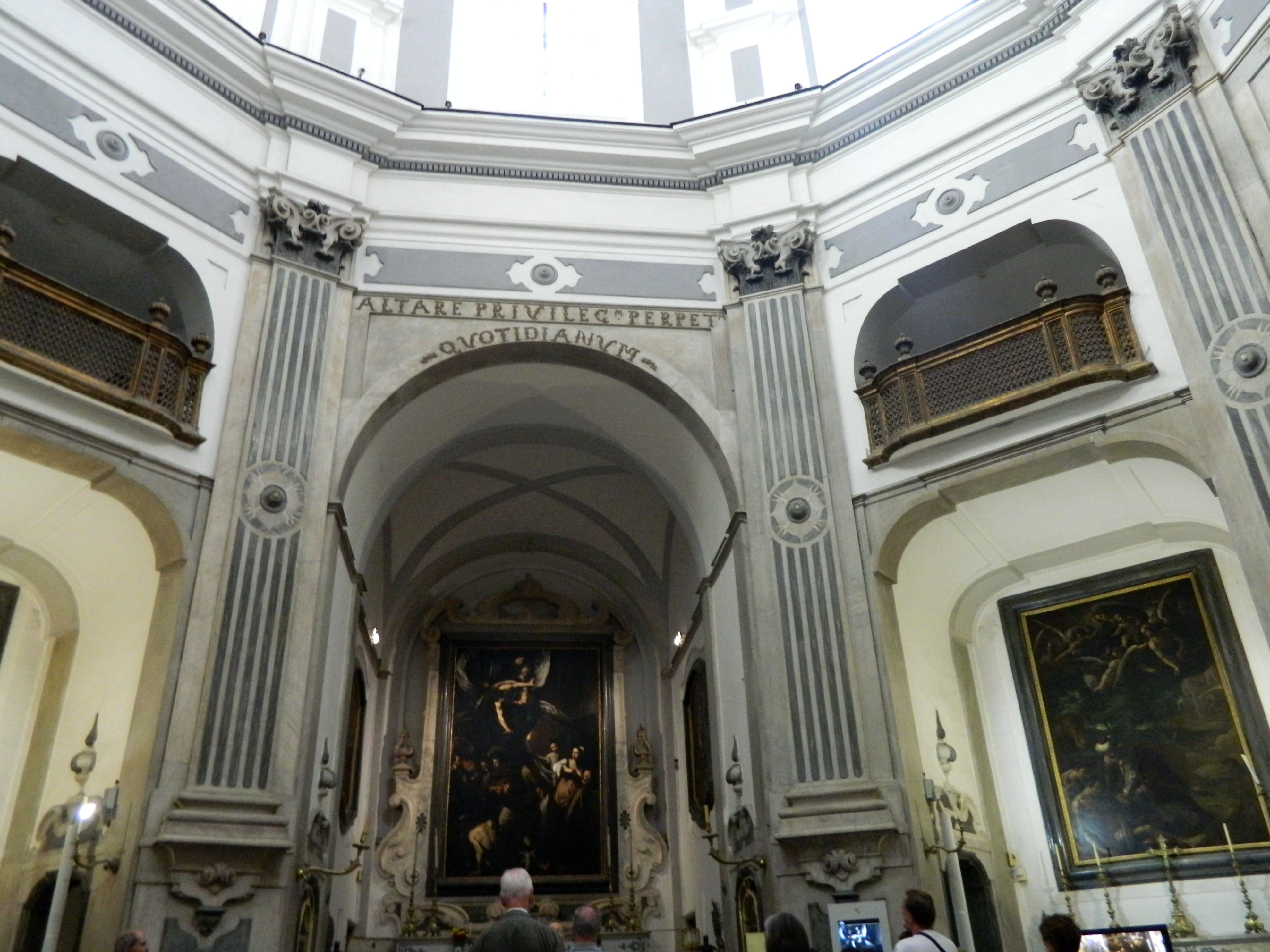
Intérieur de l'église.

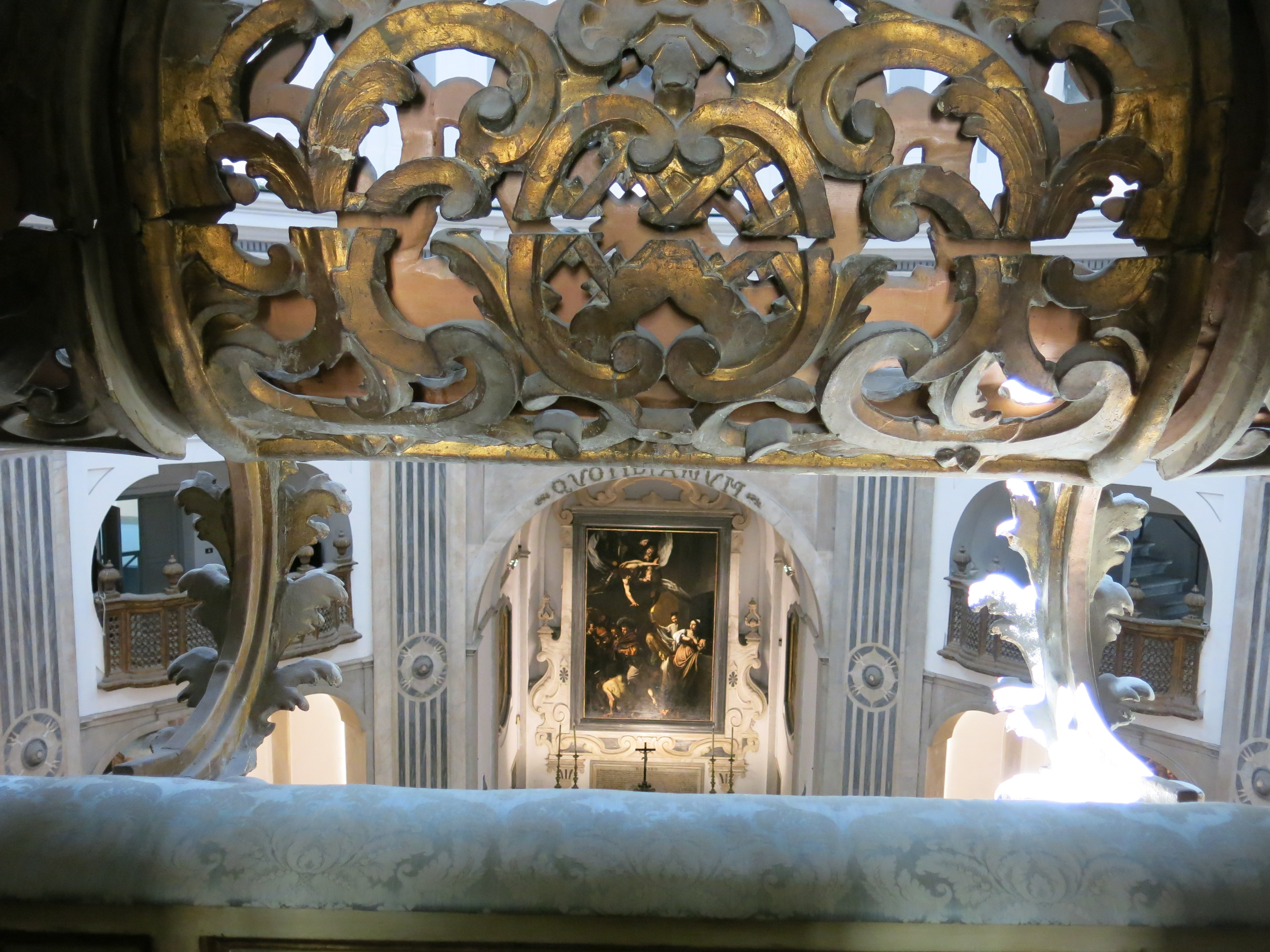
Les Sept œuvres de miséricorde de Caravage depuis la niche des gouverneurs au premier étage.

L'église a un plan octogonal avec une coupole imposante et lumineuse et six chapelles latérales.
L'intérieur présente des décorations sobres en stuc et en marbre blanc et gris sur les murs. Les six chapelles latérales, ainsi que le chœur, sont caractérisés par des balustrades qui délimitent les espaces, des autels et des cadres avec des frises en marbre, toutes œuvres d'Andrea Falcone et Pietro Pelliccia. Les chapelles alternent entre les quatre chapelles majeures (à l'entrée, à l'avant de l'hémicycle et les deux latérales) et les quatre mineures (celles d'angle), où s'ouvrent, au-dessus de ces dernières, des niches dans lesquelles se trouvent de petits balcons auxquels on peut accéder par les pièces du premier étage du palais, tandis qu'au-dessus de l'arc d'entrée de l'église se trouve une autre niche qui permettait aux gouverneurs d'admirer la toile du Caravage sur l'autel principal, dans la sala del coretto, également située au premier étage du bâtiment.
Compte tenu des géométries de l'espace intérieur, des chapelles latérales, ainsi que de la coupole, l'église dans son ensemble acquiert une importance structurelle architecturale similaire à celle de la chapelle royale voisine du Trésor de San Gennaro, conçue par Francesco Grimaldi en 1608.
Le sol de l'église est en marbre polychrome et terre cuite, également de Falcone. Sur les côtés de l'entrée se trouvent deux bénitiers conçus par Picchiatti mais également réalisés par Falcone, particuliers pour la bizarrerie de leurs formes.
Le chœur expose sur les murs latéraux une Sainte Anne d'environ 1665 de Giacomo Di Castro et une Vierge de la Pureté d'environ 1670 d'Andrea Malinconico, tandis qu'au centre se trouve un autel baroque derrière lequel domine la grande toile de 1607 du Caravage représentant Les Sept œuvres de miséricorde. A l'intérieur de la façade, au-dessus de la porte d'entrée, se trouve une copie fidèle du Christ et la femme adultère de Luca Giordano datant d'environ 1660.
Dans les chapelles latérales se trouvent des peintures représentant des histoires évangéliques utilisées comme allégories pour représenter les œuvres de miséricorde corporelles décrites individuellement. Les peintures de droite sont, depuis la première chapelle allant vers le presbytère : Saint Paulin libérant l'esclave (1626-1630) de Giovanni Bernardino Azzolini, qui décrit l'action de rachat des esclaves ; Le Christ dans la maison de Marthe et Marie (1612) de Fabrizio Santafede, qui identifie l'hospitalité des pèlerins ; enfin le Bon Samaritain (1607-08) de Giovanni Vincenzo Forlì, qui représente l'acte de rendre visite aux malades. Les peintures de gauche sont, depuis la première chapelle en direction du chœur : La Libération de saint Pierre (1615) de Battistello Caracciolo, qui représente l'acte de libération des prisonniers ; la Déposition du Christ (1671) de Luca Giordano, qui représente le travail d'enterrement des morts ; enfin Saint Pierre ressuscitant Tabitha (1611) de Fabrizio Santafede, qui représente les actions consistant à nourrir ceux qui ont faim, à donner à boire ceux qui ont soif et à habiller ceux qui sont nus.

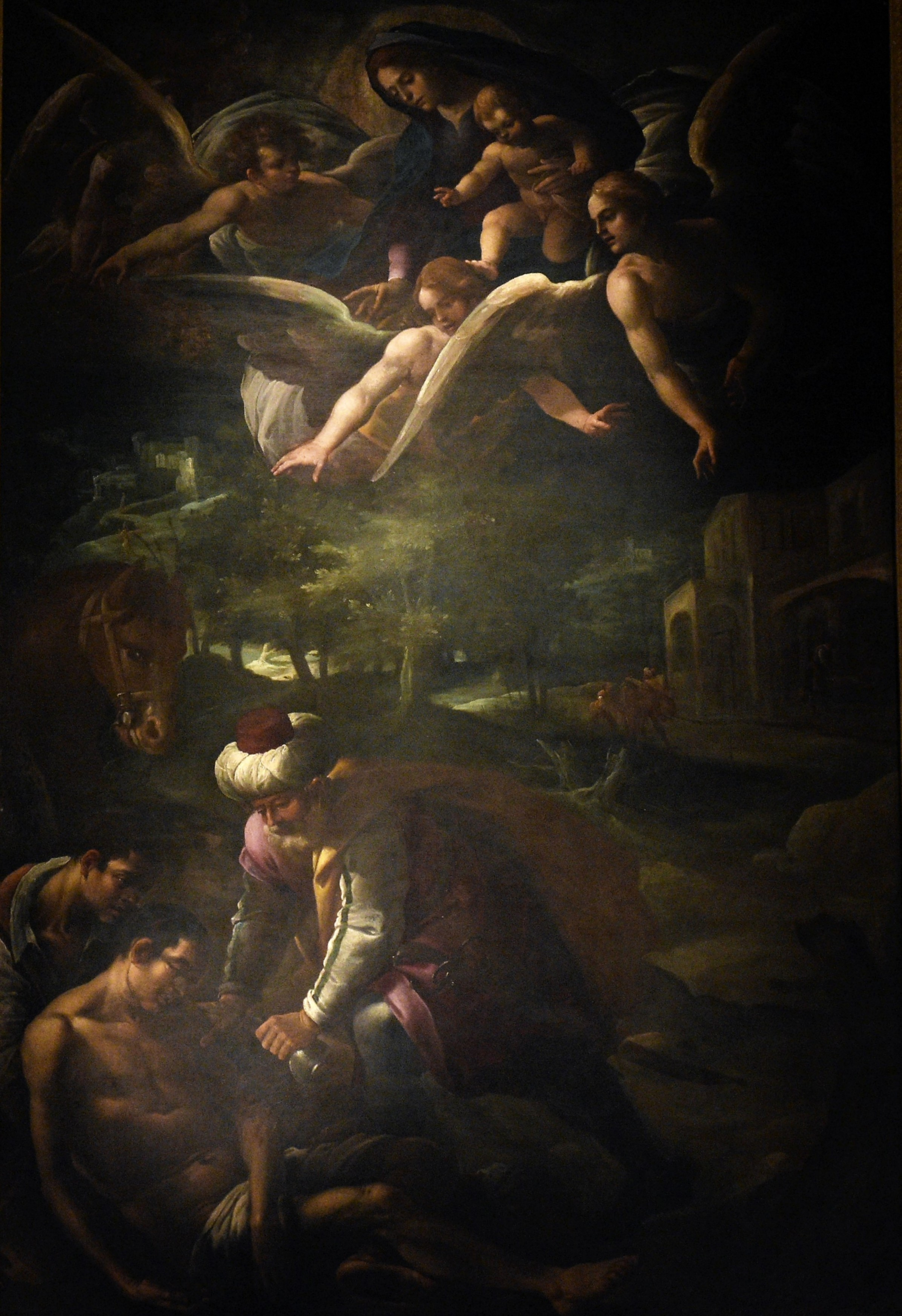
Giovani Vincenzo Forlì, Bon Samaritain
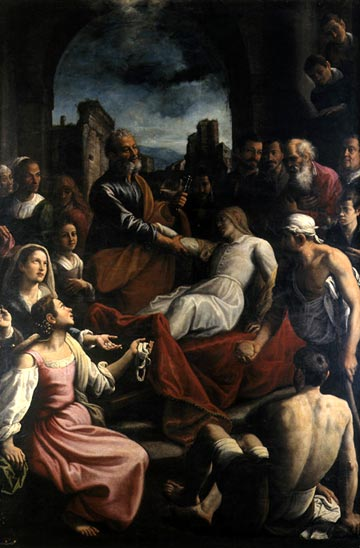
Fabrizio Santafede, Saint Pierre ressuscitant Tabitha
Fabrizio Santafede, Le Christ dans la maison de Marthe et Marie
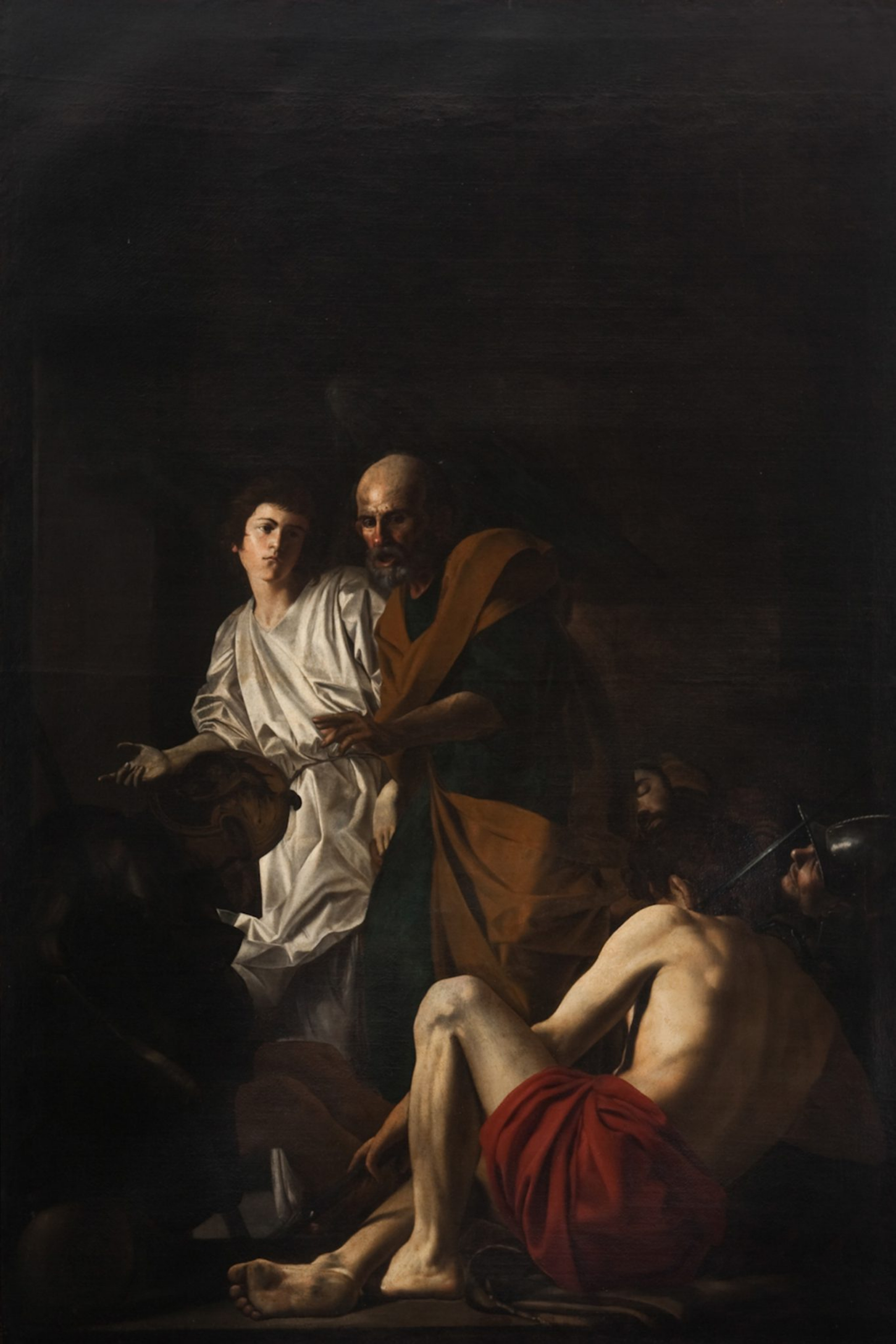
Battistello Caracciolo, La Libération de saint Pierre

## Bibliothèque et archives historiques
La bibliothèque et les archives historiques du Pio Monte della Misericordia se trouvent dans une aile du bâtiment.
La bibliothèque est contemporaine de la fondation de l'institution et a été constituée grâce à des dons et des legs. La salle contient environ 17 000 volumes, principalement des livres d'histoire, d'études méridionales, d'héraldique et d'histoire de l'art.
Les archives documentaires sont l'une des plus riches de Naples et racontent en détail toute l'histoire de Pio Monte à travers ses documents. Parmi ceux-ci se trouvent une copie de la charte de 1602, le document approuvant la première capitulation du roi Philippe III signé par le vice-roi Giovanni Alfonso Pimentel de Herrera de 1604 et la copie du bref apostolique du pape Paul V de 1605 avec laquelle « [.. .] l'approbation a été donnée à la création de Pio Monte [...] ». Sont également conservés les contrats conclus avec les artistes qui ont peint les tableaux de l'église, tous les documents de paiement et de planification des œuvres de Picchiatti et le testament de Francesco De Mura dans lequel il lègue à l'institution 180 de ses tableaux pour les vendre aux enchères, afin de disposer de capitaux pour soutenir des activités caritatives.

## Musée

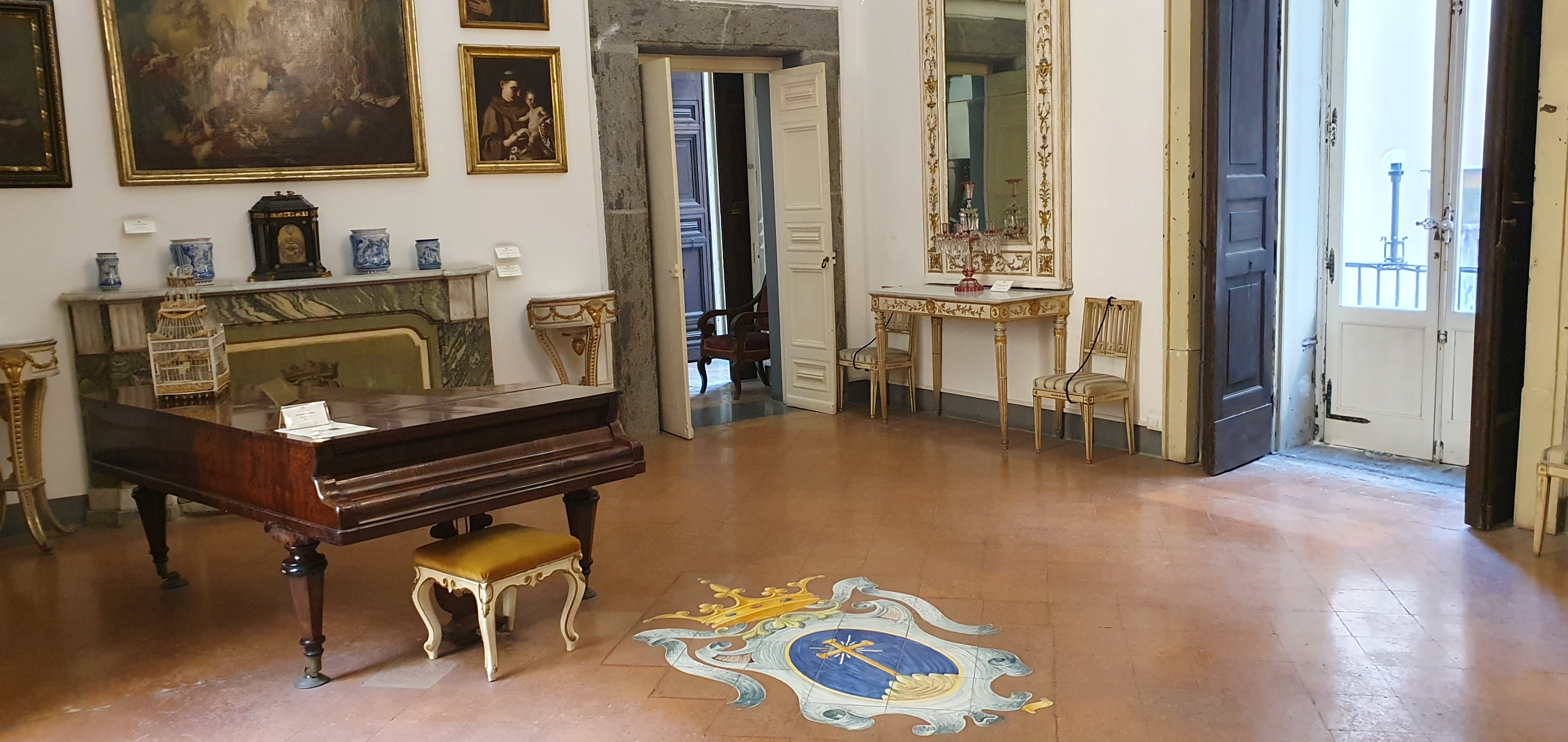
Salle du musée.

Les salles historiques du complexe, où sont également conservées les collections de peintures de Pio Monte, considérées comme parmi les plus importantes de Naples, sont accessibles depuis le portail gauche du portique de la façade, en montant au premier étage.
La Pinacothèque du Pio Monte della Misericordia est composée de 140 toiles ; environ 122 sont exposées dans les salles, allant du XVIe au XIXe siècle, provenant principalement de dons faits au profit de l'institution, parmi lesquels la remarquable collection laissée en 1782 par le peintre Francesco De Mura, qui comptait à l'origine 180 de ses œuvres. Un autre groupe important d'œuvres d'art concerne la donation de la succession de Gennaro Marciano de 1802, et celle de Maria Sofia Capece Galeota en 1933.
Dans les salles du musée du palais se trouvent également des vêtements sacrés des XVIIe et du XVIIIe siècles, d'autres œuvres d'art appliqué, des documents d'archives et le mobilier original du complexe, y compris la table historique à sept côtés utilisée pour les réunions des gouverneurs, créée par des sculpteurs anonymes du XVIIe siècle et qui est exposée dans la deuxième antichambre, ainsi que la fausse armoire sur le mur de la salle du chœur qui cache une ouverture grâce à laquelle les gouverneurs pouvaient admirer la toile du Caravage sur le maître-autel de la église.